# Petrobras
22° 54′ 34″ Ј; 43° 10′ 45″ З / 22.9094° Ј; 43.1793° З
Petróleo Brasileiro S.A., bolje poznata po akronimu Petrobras, državna je brazilska multinacionalna korporacija u naftnoj industriji sa sedištem u Rio de Ženeiru u Brazilu. Pun naziv kompanije je Brazilska naftna korporacija - Petrobras.
Kompanija je rangirana na 120. mestu na nedavnoj listi Forčun Global 500.

## Sadašnje operacije

### Poslovna područja
Kompanija posluje u šest poslovnih područja, ovde navedenih prema prihodu:
- Prerada, transport i marketing - prerada, logistika, transport, trgovinske operacije, izvoz i uvoz naftnih derivata i sirove nafte i petrohemijska ulaganja u Brazil
- Eksploracija i proizvodnja - sirova nafta, utečnjeni prirodni gas (NGL) i istraživanje, razvoj i proizvodnja prirodnog gasa u Brazilu
- Distribucija - distribucija naftnih derivata, etanola, biodizela i prirodnog gasa do velikoprodaje i putem maloprodajne mreže Petrobras Distribuidora S.A. u Brazilu
- Gas i energija - transport i trgovina prirodnog gasa i LNG, proizvodnja i trgovina električnom energijom i poslovanje sa đubrivima
- Međunarodno - istraživanje i proizvodnja nafte i gasa, prerada, transport i marketing, distribucija i operacije gasa i električne energije van Brazila
- Biogoriva - proizvodnja biodizela i njegovih pratećih proizvoda i aktivnosti povezane sa etanolom, kao što su kapitalne investicije, proizvodnja i trgovina etanolom, šećerom i viškom električne energije proizvedene iz bagase šećerne trske

### Finansije
| Godina | Prihod u mil. US-$ | Neto dohodak u mil. US-$ | Cena po akciji u US-$ |
| ------ | ------------------ | ------------------------ | --------------------- |
| 2005   | 56.324             | 10.344                   | 9,98                  |
| 2006   | 72.347             | 12.826                   | 17,03                 |
| 2007   | 87.735             | 13.138                   | 26,53                 |
| 2008   | 118.257            | 18.879                   | 40,07                 |
| 2009   | 91.146             | 15.308                   | 33,65                 |
| 2010   | 120.452            | 20.055                   | 33,47                 |
| 2011   | 145.915            | 20.121                   | 29,08                 |
| 2012   | 144.103            | 11.034                   | 21,68                 |
| 2013   | 141.462            | 11.094                   | 15,35                 |
| 2014   | 143.657            | −7.367                   | 13,30                 |
| 2015   | 97.314             | −8.450                   | 6,54                  |
| 2016   | 81.405             | −4.838                   | 7,52                  |
| 2017   | 88.827             | −91                      | 9,58                  |

### Proizvodnja i rezerve
Petrobras kontroliše značajna naftna i energetska sredstva u 16 zemalja Afrike, Severne Amerike, Južne Amerike, Evrope i Azije.
Međutim, Brazil je predstavljao 92% svetske proizvodnje kompanije Petrobras u 2014. godini i činio je 97% svetskih rezervi kompanije Petrobras 31. decembra 2014, kada je kompanija imala razvijeno 8,1128×106 BOE (49.633.000 GJ) potvrđenih rezervi i 4,5997×106 BOE (28.140.000 GJ) dokazanih nerazvijenih rezervi u Brazilu. Od toga, 62,7% se nalazilo u priobalnom basenu Kampos. Najveća šansa za rast kompanije je naftno polje Tupi u slivu Santosa.
U 2015. godini kompanija je proizvodila 2.284×106 BOE (1,397×1010 GJ) dnevno, od čega je 89% bila nafta, a 11% prirodni gas.

### Međunarodne investicije
Rezerve koje se drže izvan Brazila činile su 8,4% proizvodnje u 2014. godini. Većina tih rezervi nalazi se u Južnoj Americi; kompanija ima imovinu u Argentini, Boliviji, Čileu, Kolumbiji, Venecueli, Paragvaju i Urugvaju.
Petrobras je vlasnik rafinerija u Teksasu (100.000 barela dnevnog protoka), Okinavi u Japanu (100.000 barela dnevnog protoka) i Bahija Blanki, Argentina (30.000 barela dnevnog protoka).
Kompanija takođe poseduje istraživačke blokove u Meksičkom zalivu, a kroz zajednička ulaganja ima proizvodnju u Nigeriji, Beninu, Gabonu i Namibiji.

### Vlasništvo
Brazilska vlada direktno poseduje 54% običnih akcija Petrobrasa sa pravom glasa, dok Brazilska razvojna banka i Brazilski suvereni fond bogatstva (Fundo Soberano) kontrolišu po 5%, dovodeći direktno i indirektno vlasništvo države do 64%. Akcijama u privatnom vlasništvu trguje se na BM&F Bovespa, gde su deo indeksa Ibovespa.

### Korporativna društvena odgovornost
Petrobras je vodeći pokrovitelj umetnosti u Brazilu.

## Istorija

### Prekretnice u korporaciji
Petrobras je stvoren 1953. godine pod vladom brazilskog predsednika Žetulio Vargasa sa sloganom „Nafta je naša” (portugalski: „O petróleo é nosso”). Njemu je dat pravni monopol u Brazilu. Godine 1953, Brazil je proizvodio samo 2.700 barela nafte dnevno. Godine 1961, rafinerija kompanije REDUC počela je sa radom u blizini Rio de Žaneira, a 1963. godine otvoren je njen istraživački centar Kenpes u Rio de Žaneiru; koji je i dalje jedan od najvećih svetskih centara posvećenih energetskim istraživanjima. Kompanija je 1968. godine osnovala Petrobras Quimica S.A („Petroquisa”), podružnicu koja se fokusirala na petrohemiju i pretvaranje nafte u eten.
Petrobras je započeo preradu uljnih škriljaca 1953. godine, razvijajući Petrosiks tehnologiju za vađenje nafte iz uljnih škriljaca. Firma je počela da koristi retorte industrijske veličine za preradu škriljaca tokom 1990-ih. Godine 2006, Petrobras je objavio da njihova industrijska retorta ima kapacitet da preradi 260 tona/sat uljnih škriljaca.
Godine 1994, Petrobras je pustio u rad Petrobras 36, najveću svetsku naftnu platformu. Ona je potonula nakon eksplozije 2001. godine i to je bio potpuni gubitak. Vlada je 1997. odobrila zakon br. 9.478, kojim je ukinut monopol Petrobrasa i dozvoljena konkurencija na brazilskim naftnim poljima, a takođe je osnovana Nacionalna naftna agencija (engl. Agencia Nacional do Petroleo, ANP) odgovorna za regulaciju i nadzor naftne industrije i Nacionalni savet za energetske politike, javna agencija odgovorna za razvoj javne energetske politike. Nacionalna agencija za naftu je 1999. godine potpisala sporazume sa drugim kompanijama, čime je okončan monopol kompanije.
Godine 2000, Petrobras je postavio svetski rekord u istraživanju nafte u dubokim vodama, dostigavši dubinu od 1.877 m (6.158 ft) ispod nivoa mora. Petrobras je 2002. godine od Perez Kompankove porodične grupe i njegove porodične fondacije kupio argentinsku kompaniju Perez Kompank Energija (PECOM Energia S.A.) za 1,18 milijardi dolara. Ovom akvizicijom obuhvaćena je imovina u Argentini, Brazilu, Venecueli, Boliviji, Peruu i Ekvadoru, 1,1 milijarda barela rezervi sirove nafte i proizvodnja od 181×103 BOE (1.110.000 GJ) dnevno.
Godine 2005, Petrobras je najavio zajedničko ulaganje sa Nipon Alkohol Hanbaj KK za prodaju brazilskog etanola Japanu, nazvanog brazilsko-japanski etanol. Dana 21. aprila 2006. kompanija je započela proizvodnju na naftnoj platformi P-50 na polju Albakora istok u basenu Kampos, što je Brazil učinilo samodovoljnim u proizvodnji nafte. Do novembra 2015. godine kompanija je akumulirala 128 milijardi dolara duga, od čega je 84% denominovano u stranim valutama.

## Spoljašnje veze
- Zvanični veb-sajt